# Cairnsia
Cairnsia is een kevergeslacht uit de familie van de boktorren (Cerambycidae). De wetenschappelijke naam van het geslacht werd voor het eerst geldig gepubliceerd in 1895 door Blackburn.

## Soorten
Cairnsia is monotypisch en omvat slechts de volgende soort:
- Cairnsia cowleyi Blackburn, 1895